# Satcom 2R
O Satcom 2R (também chamado de Satcom 7) foi um satélite de comunicação geoestacionário construído pela GE Astro, ele esteve localizado na posição orbital de 72 graus de longitude leste e era operado pela RCA Satcom (posteriormente renomeada para GE Satcom). O satélite foi baseado na plataforma AS-3000. O mesmo saiu de serviço em março de 1995 e foi enviado para uma órbita cemitério.

## História
O RCA-SATCOM 7 foi o oitavo de uma série de satélites de comunicações comerciais da RCA-GLOBCOM lançados em uma órbita geoestacionária a partir de Cabo Canaveral. O foguete Delta funcionou nominalmente, colocando o satélite e seu motor de apogeu (ABM) para a órbita de transferência desejada que permitiram os seus sistemas de propulsão a alcançar os objetivos desejados.
O Satcom 2R ficou fora de serviço em março de 1995 e foi transferido para uma órbita cemitério.

## Lançamento
O satélite foi lançado com sucesso ao espaço no dia 8 de setembro de 1983, por meio de um veículo Delta-3924, lançado a partir da Estação da Força Aérea de Cabo Canaveral, na Flórida, Estados Unidos. Ele tinha uma massa de lançamento de 1.120 kg.

## Capacidade e cobertura
O Satcom 2R era equipado com 24 (mais 4 de reserva) transponders em banda C para fornecer serviços de transmissões via satélite aos Estados Unidos.